# Goès
Goès é uma comuna francesa na região administrativa da Nova Aquitânia, no departamento dos Pirenéus Atlânticos. Estende-se por uma área de 4,74 km². Em 2010 a comuna tinha 614 habitantes (densidade: 129,5 hab./km²).